# Anwar Sadat
Mohammed Anwar al-Sadat (Arabisch: أنور السادات) (Mayt Abu al-Kawm, Al Minufiyah, 25 december 1918 – Caïro, 6 oktober 1981) was een Egyptisch politicus en van 1970 tot 1981 president van Egypte.

## Carrière
Sadat volgde een officiersopleiding aan de militaire academie en promoveerde in 1938. Hij bereikte de rang van kolonel. Door zijn anti-Britse politiek onderhield hij in de Tweede Wereldoorlog betrekkingen met nazi-Duitsland. Hiervoor werd hij in oktober 1942 gearresteerd en gevangengezet in een interneringskamp waaruit hij in november 1944 wist te ontsnappen. Na de oorlog, in januari 1946, werd hij opnieuw opgepakt op beschuldiging van deelname aan de moordaanslag op Nahas Pasha, de leider van de Wafdpartij. Hij bleef gevangen tot eind 1948, waarna hij vrijgesproken werd en opnieuw toegelaten tot het leger (1950).
Sadat was samen met Djamal Abd al-Nasser een van de leiders van de geheime groepering van de Vrije Officieren en nam deel aan de geweldloze staatsgreep van 23 juli 1952 die het bewind van koning Faroek I omverwierp. Hij werd hoofdredacteur van de krant Al Goemhoeria. Sadat bekleedde verschillende posten in de regering van Nasser. Hij werd in 1954 minister van Voorlichting en in 1960 werd hij voorzitter van de Nationale Vergadering en hij had ook de leiding over het Islamitisch Congres. Later maakte hij ook deel uit van de opperste uitvoerende raad van de ASU (Arabische Socialistische Unie). Op 20 december 1969 werd hij vicepresident onder Nasser, en na diens dood op 28 september 1970 werd hij interim-president. Hij werd in die functie bevestigd door een referendum.

## Presidentschap
Hij ging al gauw een meer pro-westerse koers varen dan zijn voorganger en in juli 1972 zette hij alle militaire adviseurs van de Sovjet-Unie het land uit. Samen met Syrië lanceerde hij in 1973 de Jom Kipoeroorlog (ook wel Oktoberoorlog genoemd) tegen Israël, die werd gezien als een eerherstel voor de Zesdaagse Oorlog met Israël die in 1967 plaatsvond. Het conflict zorgde ervoor dat de binnenlandse tegenstand tegen Sadat een stuk minder werd.

In 1976 werd hij herkozen voor een volgende periode van zes jaar. Ondertussen veranderde ook zijn houding ten opzichte van aartsvijand Israël. Op 19 en 20 november 1977 bracht hij, als eerste Arabische leider, een officieel bezoek aan dit land. Bij deze historische gelegenheid ontmoette hij de Israëlische eerste minister Menachem Begin en sprak hij de Knesset toe. Door dit bezoek, waar een groot deel van de Arabische wereld schande van sprak, werd hij wegbereider voor verdere vredesgesprekken tussen Egypte en Israël met de Verenigde Staten als bemiddelaar. Deze besprekingen mondden uiteindelijk uit in de Camp-David-akkoorden van 17 september 1978 en het in Washington getekende vredesverdrag van 26 maart 1979. Egypte erkende hiermee formeel het bestaansrecht van Israël.

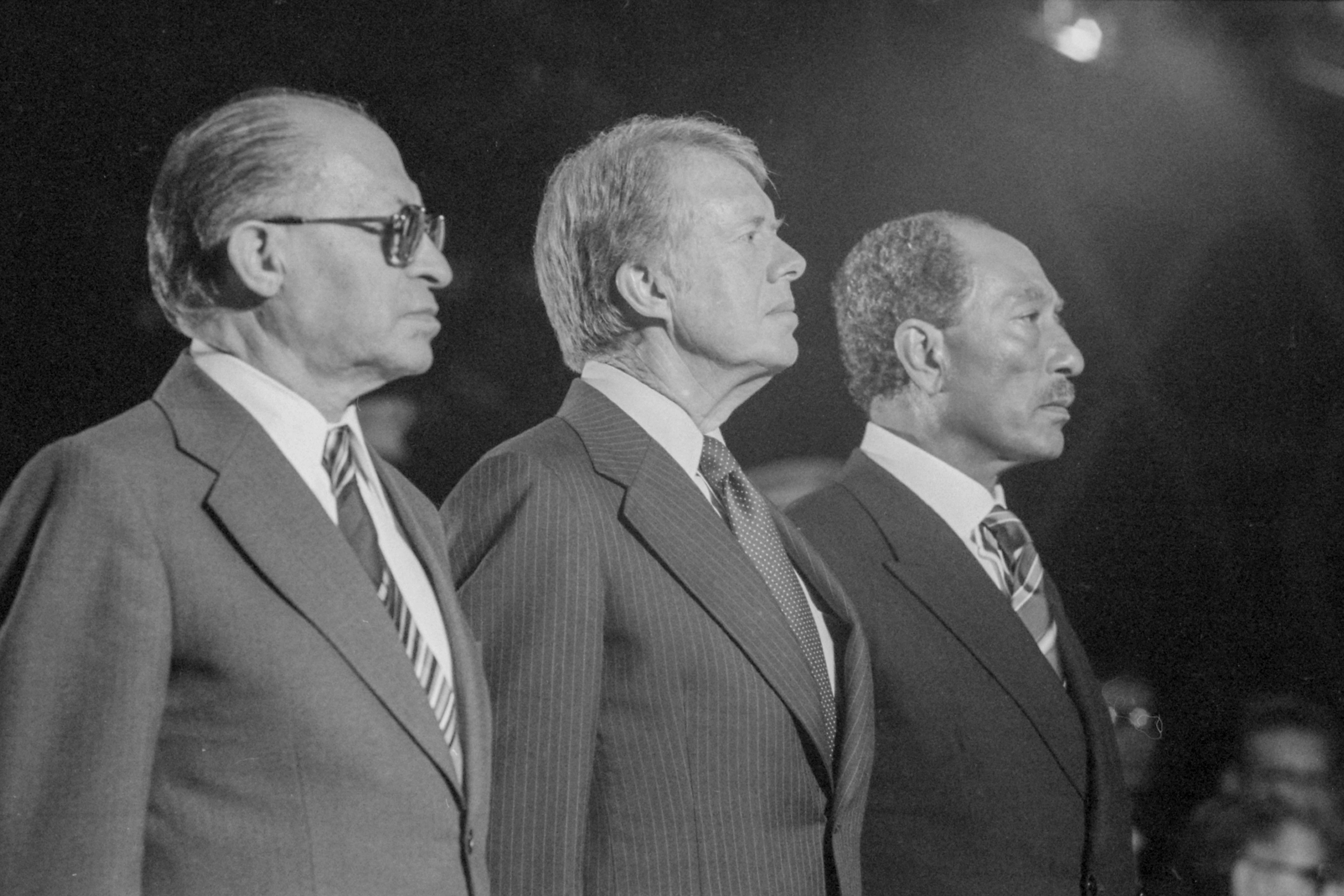
Menachem Begin, Jimmy Carter en Anwar Sadat in Camp David, 1978

Sadat en Begin ontvingen voor deze overeenkomst de Nobelprijs voor de Vrede. De andere Arabische landen veroordeelden deze vrede echter omdat de Arabische eenheid tegenover Israël was doorbroken en de Palestijnen niets waren opgeschoten. Egypte raakte hierdoor geïsoleerd binnen de Arabische wereld en werd tijdelijk geschorst uit de Arabische Liga. Bovendien was er ook binnen het eigen land heel wat weerstand tegen deze vrede, zowel uit fundamentalistische hoek als vanuit de nasseristische en communistische aanhang. In september 1981 liet Sadat, in een reactie op dit verzet, bijna 1600 aanhoudingen verrichten, een praktijk waarmee hij zich de afkeuring van bijna heel de wereld op de hals haalde.
Op 6 oktober 1981 werd hij te Caïro neergeschoten tijdens een militaire parade, door fundamentalistische militairen (leden van de Egyptische Islamitische Jihad). Hij overleed aan zijn verwondingen en werd opgevolgd door zijn vicepresident Hosni Moebarak.

## Onderscheidingen
- Grootmeester in de Orde van de Republiek
- Grootmeester in de Orde van de Verdienste
- Grootmeester in de Orde van de Rechtschapenheid
- Grootmeester in de Orde van de Onafhankelijkheid
- Grootmeester in de Orde van de Ster van de Sinaï
- Presidential Medal of Freedom (postuum) in 1984
- Nobelprijs voor de Vrede in 1978
- Ridder-Grootcommandeur in de Orde van de Verdedigers van het Rijk in 1965[2]
- Grootkruis met Keten in de Orde van Isabella de Katholieke op 7 april 1977[3]
- Ridder Grootkruis in de Orde van Verdienste op 6 april 1976[4]
- Lid in de Orde van Ojaswi Rajanya in 1974[5]